# Lijst van spelers van Roda JC (vrouwen)
Dit is een lijst van voetballers die minimaal één officiële wedstrijd hebben gespeeld in het eerste elftal van de Nederlandse voormalig vrouwenvoetbalclub Roda JC.

## A
- Colette van Aalst
- Liv Aerts

## D
- Sharona Demandt
- Kim Dossche

## G
- Kelly Gilissen

## H
- Maureen Hamers
- Michéle Hamers
- Stephanie Harmsen
- Danitsja Heiligers
- Ilse Hennen

## K
- Shirley Kocacinar
- Suzanne de Kort

## P
- Loes Plantaz
- Annika Pluijmen

## S
- Aniek Schepens
- Inge van Son
- Sandra Swinkels

## V
- Miranda Valkenberg
- Glynis Vromen